# Joan Alberich i Mariné
Joan Alberich i Mariné   (Reus, 1944) és un hel·lenista català. Llicenciat en filologia clàssica (Universitat de Barcelona, 1968). Ha estat catedràtic de grec en diversos instituts de batxillerat i professor associat de Filologia Grega a la Universitat Autònoma de Barcelona. Ha traduït diverses obres clàssiques gregues i és autor de diversos treballs de lingüística i lexicografia grega i llatina.
De la seva tasca de traductor destaquen les seves versions en prosa de la Ilíada i l'Odissea d'Homer, que han tingut una àmplia difusió especialment en l'àmbit docent i de divulgació, fruit de la seva combinació d'un llenguatge proper i del respecte a l'original. Ha traduït també obres d'Eurípides, Plató i Marc Aureli, de qui cal destacar la seva versió de les Meditacions, originalment escrites en grec koiné.
Forma part de consell de direcció de la Fundació Bernat Metge, per a la col·lecció de clàssics de la qual és autor de les anotacions dels volums I, II i III de la traducció de Montserrat Ros de la Ilíada i dels volums corresponent a l'edició anotada de la traducció de l'Odissea de Carles Riba.
En col·laboració amb Montserrat Ros va publicar La transcripció dels noms propis grecs i llatins (1993). Ha estat el director, juntament amb Francesc J. Cuartero i Iborra, de l'elaboració i publicació del Diccionari Grec-Català (2015).